# Posner
Posner – niemieckie nazwisko od miejscowości Posen.

## Znane osoby noszące to nazwisko
- Anna Posner (1917–2001) – francuska tłumaczka literatury polskiej polskiego pochodzenia;
- Mike Posner (ur. 1988) – amerykański piosenkarz, autor tekstów i producent;
- Oskar Posner (1878–1932) – niemiecki lekarz i historyk wolnomularstwa;
- Richard Posner (ur. 1939) – amerykański prawnik;
- Stanisław Posner (1868–1930) – polski działacz socjalistyczny, senator I i II kadencji w II RP, prawnik i publicysta.